# Le Bandit manchot
Pour les articles homonymes, voir Bandit manchot.
Le Bandit manchot  est la quatre-vingt-unième histoire de la série Lucky Luke par Morris et Bob de Groot. Elle est publiée pour la première fois en 1981 du no 32 au no 38 du journal Tele Junior,, puis en album en 1981 aux éditions Dargaud.

## Résumé
Arthur et Adolphe Caille, deux frères inventeurs, ont mis au point une machine à sous. Sur la demande d'un de ses amis, le sénateur Pinball, Lucky Luke va les aider à faire connaître leur invention à travers l'Ouest. Ils visitent plusieurs villes et vivent plusieurs péripéties. Ils rencontrent deux ennemis qui ont les traits de Louis de Funès et Patrick Préjean.

## Personnages
- Lucky luke
- Jolly Jumper
- Adolphe et Arthur Caille : deux frères du Michigan passionnés de mécanique.
- Sam Pinball : sénateur qui aide les deux frères à présenter leur machine à sous et qui leur présente Lucky Luke.
- Fishstick : sénateur ami de Pinball et marié à Emma, la présidente de la ligue féminine contre les jeux de hasard.
- Tricker : sénateur de Poker Gulch, ville entièrement consacrée au jeu.
- Le Boss : escroc notoire, il veut empêcher le commerce de la machine à sous à Poker Gulch. Ce personnage est une caricature de Louis de Funès dont il possède les traits mais également le caractère de la plupart des personnages qu'il a incarnés au cinéma. L'adaptation animée lui attribue le nom de James O'Grady.
- Double-Six : adjoint du Boss, caricature de Patrick Préjean. Simple d'esprit, mais très rapide au point qu'il permet à au Boss d'échapper à Jolly Jumper.
- Monsieur et Madame Caille : les parents d'Adolphe et Arthur. Le père passe son temps à jurer, ce qui déplait fortement à sa femme, fille de pasteur.
- Phileas Black : croque-mort.

## Publication

### Album
Éditions Dargaud, no 17, 1981.

## Adaptation
Cet album a été adapté dans la série animée Lucky Luke, diffusée pour la première fois en 1991.
Un bandit manchot géant apparaît dans le film Lucky Luke de James Huth où il sert de repaire à Pat Poker.

## Sources
- www.bedetheque.com, « Lucky Luke » (consulté le 12 août 2008)
- www.lucky-luke.com, « Lucky Luke » (consulté le 12 août 2008)